# Standardisierung (Statistik)

Dichten einer standardisierten (blau) und zweier nicht standardisierter Normalverteilungen (rot und violett)

Unter Standardisierung (in einführenden Statistikkursen gelegentlich als z-Transformation bezeichnet) versteht man in der mathematischen Statistik eine Transformation einer Zufallsvariablen, so dass die resultierende standardisierte Zufallsvariable den Erwartungswert null und die Varianz eins besitzt. Die Standardabweichung entspricht der Wurzel der Varianz und ist somit auch gleich eins. Die Werte einer standardisierten Zufallsvariable werden häufig z-Werte, z-Scores oder z-Statistiken genannt.
Die Standardisierung ist eine wesentliche Voraussetzung für die Konstruktion einiger statistischer Tests.

## Einsatzzweck
Standardisierung ist z. B. notwendig, um unterschiedlich verteilte Zufallsvariablen miteinander vergleichen zu können. Außerdem sind für einige statistische Verfahren, wie beispielsweise die Faktorenanalyse, standardisierte Zufallsvariablen notwendig.

## Herleitung der Standardisierungsformel
Sei {\displaystyle X} eine Zufallsvariable mit Erwartungswert {\displaystyle \operatorname {E} (X)=\mu } und positiver Varianz {\displaystyle \operatorname {Var} (X)=\sigma ^{2}} (und dementsprechend Standardabweichung {\displaystyle \sigma ={\sqrt {\operatorname {Var} (X)}}}), so erhält man die zugehörige standardisierte Zufallsvariable {\displaystyle Z} durch Zentrierung und anschließende Division durch die Standardabweichung:
{\displaystyle Z={\frac {X-\mu }{\sigma }}}.
Für die so erhaltene Zufallsvariable {\displaystyle Z} gilt:
- {\displaystyle \operatorname {E} (Z)=\operatorname {E} \left({\frac {X-\mu }{\sigma }}\right)={\frac {1}{\sigma }}\left(\operatorname {E} (X)-\mu \right)=0}
- {\displaystyle \operatorname {Var} (Z)=\operatorname {Var} \left({\frac {X-\mu }{\sigma }}\right)=\operatorname {Var} \left({\frac {X}{\sigma }}\right)={\frac {1}{\sigma ^{2}}}\operatorname {Var} (X)=1}

Ist {\displaystyle X} normalverteilt mit Erwartungswert {\displaystyle \mu } und Varianz {\displaystyle \sigma ^{2}}, so ist {\displaystyle Z={\frac {X-\mu }{\sigma }}} standardnormalverteilt, d. h. {\displaystyle Z\sim {\mathcal {N}}(0,1)}.

## Zusammenhang zwischen den Verteilungsfunktionen

### Allgemein
Zwischen der Verteilungsfunktion {\displaystyle F_{Z}} der standardisierten Zufallsvariablen {\displaystyle Z} und der Verteilungsfunktion {\displaystyle F_{X}} der Zufallsvariablen {\displaystyle X} besteht der Zusammenhang
{\displaystyle F_{Z}(t)=F_{X}(\mu +\sigma t)\quad {\text{für alle }}t\in \mathbb {R} ,}
denn es gilt
{\displaystyle F_{Z}(t)=P(Z\leq t)=P\left({\frac {X-\mu }{\sigma }}\leq t\right)=P(X\leq \mu +\sigma t)=F_{X}(\mu +\sigma t)}.
Umgekehrt kann die Verteilungsfunktion {\displaystyle F_{X}} durch die Verteilungsfunktion {\displaystyle F_{Z}} der standardisierten Zufallsvariablen ausgedrückt werden:
{\displaystyle F_{X}(t)=F_{Z}\left({\frac {t-\mu }{\sigma }}\right)\quad {\text{für alle }}t\in \mathbb {R} ,}
da
{\displaystyle F_{X}(t)=P(X\leq t)=P\left({\frac {X-\mu }{\sigma }}\leq {\frac {t-\mu }{\sigma }}\right)=P\left(Z\leq {\frac {t-\mu }{\sigma }}\right)=F_{Z}\left({\frac {t-\mu }{\sigma }}\right).}

### Normalverteilungen
Gilt speziell {\displaystyle X\sim N(\mu ,\sigma ^{2})}, so ist {\displaystyle Z={\frac {X-\mu }{\sigma }}} standardnormalverteilt mit der Verteilungsfunktion {\displaystyle \Phi }, so dass {\displaystyle X} die Verteilungsfunktion
{\displaystyle F_{X}(t)=\Phi \left({\frac {t-\mu }{\sigma }}\right)\quad {\text{für alle }}t\in \mathbb {R} }
hat. Somit lassen sich alle Verteilungsfunktionen von Normalverteilungen durch die Verteilungsfunktion der Standardnormalverteilung ausdrücken. Wahrscheinlichkeitsaussagen über eine normalverteilte Zufallsvariable können auf die Verteilungsfunktion der Standardnormalverteilung zurückgeführt werden. Beispielsweise gilt
{\displaystyle P(a<X\leq b)=F_{X}(b)-F_{X}(a)=\Phi \left({\frac {b-\mu }{\sigma }}\right)-\Phi \left({\frac {a-\mu }{\sigma }}\right).}
Für ein beliebiges Ereignis {\displaystyle B} gilt
{\displaystyle P(X\in B)=\int \limits _{B}\mathrm {d} F_{X}(t)=\int \limits _{B}\mathrm {d} \Phi \left({\frac {t-\mu }{\sigma }}\right)=\int \limits _{B_{\mu ,\sigma }}\mathrm {d} \Phi (u)}
mit dem transformierten Integrationsbereich
{\displaystyle B_{\mu ,\sigma }=\left\{\left.{\frac {t-\mu }{\sigma }}\right|t\in B\right\}.}

## Abgrenzung zur Studentisierung
In vielen Statistikprogrammen wie SPSS und Statistica ist die Möglichkeit einer Standardisierung der Messergebnisse bereits eingebaut. Genau genommen sollte hier aber von einer Studentisierung gesprochen werden, da die genaue Verteilung der zugrundeliegenden Zufallsvariablen nicht bekannt ist und somit statt des Erwartungswerts das arithmetische Mittel und statt der Varianz die empirische Varianz verwendet werden muss. Oftmals werden allerdings die Begriffe des Studentisierens und des Standardisierens fälschlich synonym verwendet.